# Gran Premi d'Austràlia del 1992
Resultats del Gran Premi d'Austràlia de Fórmula 1 de la temporada 1992 disputat al circuit d'Adelaida el 8 de novembre del 1992.

## Resultats
| Pos | No | Pilot                | Equip                   | Voltes | Temps/ Retirada   | Pos. de sortida | Punts |
| --- | -- | -------------------- | ----------------------- | ------ | ----------------- | --------------- | ----- |
| 1   | 2  | Gerhard Berger       | McLaren - Honda         | 81     | 1h 46' 54. 786    | 4               | 10    |
| 2   | 19 | Michael Schumacher   | Benetton - Ford         | 81     | + 0.741 s         | 5               | 6     |
| 3   | 20 | Martin Brundle       | Benetton - Ford         | 81     | + 54.156 s        | 8               | 4     |
| 4   | 27 | Jean Alesi           | Ferrari                 | 80     | + 1 Volta         | 6               | 3     |
| 5   | 25 | Thierry Boutsen      | Prost - Renault         | 80     | + 1 Volta         | 22              | 2     |
| 6   | 32 | Stefano Modena       | Jordan - Yamaha         | 80     | + 1 Volta         | 15              | 1     |
| 7   | 11 | Mika Häkkinen        | Lotus - Ford            | 80     | + 1 Volta         | 10              |       |
| 8   | 10 | Aguri Suzuki         | Footwork - Mugen-Honda  | 79     | + 2 Voltes        | 18              |       |
| 9   | 23 | Christian Fittipaldi | Minardi-Lamborghini     | 79     | + 2 Voltes        | 17              |       |
| 10  | 24 | Gianni Morbidelli    | Minardi - Lamborghini   | 79     | + 2 Voltes        | 16              |       |
| 11  | 28 | Nicola Larini        | Ferrari                 | 79     | + 2 Voltes        | 19              |       |
| 12  | 16 | Jan Lammers          | March - Ilmor           | 78     | + 3 Voltes        | 25              |       |
| 13  | 12 | Johnny Herbert       | Lotus - Ford            | 77     | + 4 Voltes        | 12              |       |
| Ret | 21 | Jyrki Järvilehto     | Dallara - Ferrari       | 70     | Caixa canvi       | 24              |       |
| Ret | 17 | Emanuele Naspetti    | March - Ilmor           | 55     | Caixa canvi       | 23              |       |
| Ret | 29 | Bertrand Gachot      | Larrousse - Lamborghini | 51     | Bomba combustible | 21              |       |
| Ret | 6  | Riccardo Patrese     | Williams - Renault      | 50     | Motor             | 3               |       |
| Ret | 30 | Ukyo Katayama        | Larrousse - Lamborghini | 35     | Diferencial       | 26              |       |
| Ret | 4  | Andrea de Cesaris    | Tyrrell - Ilmor         | 29     | Motor             | 7               |       |
| Ret | 5  | Nigel Mansell        | Williams - Renault      | 18     | Accident          | 1               |       |
| Ret | 1  | Ayrton Senna         | McLaren - Honda         | 18     | Accident          | 2               |       |
| Ret | 33 | Mauricio Gugelmin    | Jordan - Yamaha         | 7      | Accident          | 20              |       |
| Ret | 26 | Érik Comas           | Ligier - Renault        | 4      | Motor             | 9               |       |
| Ret | 9  | Michele Alboreto     | Footwork - Mugen-Honda  | 0      | Motor             | 11              |       |
| Ret | 22 | Pierluigi Martini    | Dallara - Ferrari       | 0      | Accident          | 14              |       |
| Ret | 3  | Olivier Grouillard   | Tyrrell - Ilmor         | 0      | Accident          | 13              |       |

## Altres
- Pole:  Nigel Mansell 1' 13. 732
- Volta ràpida:  Michael Schumacher 1' 16. 078 (a la volta 68)